# Laverne Bryan
Laverne Bryan (sinh ngày 17 tháng 5 năm 1965) là một vận động viên đến từ Antigua và Barbuda. Bà đã thi đấu ở cả 800 mét và 1500 mét tại Thế vận hội Mùa hè 1984 và Thế vận hội Mùa hè 1988.